# Manuel Mora y Araujo
Manuel Mora y Araujo (Goya, 26 de mayo de 1869-Buenos Aires, 18 de agosto de 1947) fue un abogado, periodista y político argentino, que se desempeñó como diputado nacional por la provincia de Corrientes en dos períodos y como interventor federal de la provincia de La Rioja entre 1925 y 1926.

## Biografía
Nació en 1869 en Goya (Corrientes) y se graduó de abogado en la Facultad de Derecho y Ciencias Sociales de la Universidad de Buenos Aires en 1901.
Desarrolló una carrera como docente de colegios secundarios, político y periodista en su ciudad natal y en la ciudad de Corrientes. En ambas fundó sucesivamente los periódicos La Hora, La Patria, El Liberal y El Diario.
Integró el Partido Liberal de Corrientes (PLCo) y fue elegido a la Cámara de Senadores provincial, siendo presidente del cuerpo en 1907. En 1910 fue ministro del gobernador Juan Ramón Vidal. En las elecciones legislativas de 1912, fue elegido diputado nacional por el PLCo. Regresó a la cámara baja en 1920, elegido esa segunda vez en la lista de la Unión Cívica Radical, cumpliendo su mandato en 1924.
En marzo de 1925, el presidente Marcelo Torcuato de Alvear lo designó interventor federal de la provincia de La Rioja, cargo que desempeñó hasta mayo de 1926. En su gestión, se caducaron los poderes provinciales y reorganizó a la policía y los cargos políticos y electorales, convocando a elecciones (donde triunfaría el radicalismo antipersonalista). Además, se adjudicaron obras de riego en el departamento Sanagasta.
Fue también presidente del Superior Tribunal de Justicia de Corrientes. Falleció en Buenos Aires en agosto de 1947.